# 알렉시스 살레마커르스
알렉시스 제시 살레마커르스(네덜란드어: Alexis Jesse Saelemaekers, 1999년 1월 27일~)는 벨기에의 축구 선수로 포지션은 수비수이다. 현재 세리에 A의 로마 소속으로 뛰고 있다.